# Grecia en los Juegos Olímpicos de Amberes 1920
Grecia estuvo representada en los Juegos Olímpicos de Amberes 1920 por un total de 47 deportistas que compitieron en 8 deportes.  
El portador de la bandera en la ceremonia de apertura fue el esgrimista Vasilios Zarkadis.

## Medallistas
El equipo olímpico griego obtuvo las siguientes medallas:
| Nombre                                                                                               | Deporte | Competición                     |
| --- | ------- | ------------------------------- |
| Oro                                                                                                  |         |                                 |
| — |         |                                 |
| Plata                                                                                                |         |                                 |
| Aléxandros Theofilakis Ioannis Theofilakis Yeoryos Moraitinis Aléxandros Vrasivanópulos Iason Zappas | Tiro    | Pistola militar 30 m por eqs. M |
| Bronce                                                                                               |         |                                 |
| — |         |                                 |